# Ryūjin
Ryūjin or Ryōjin (龍神   ‘’Long Thần’’), còn được gọi là Ōwatatsumi, là thần cai quản biển khơi trong thần thoại Nhật Bản. Hình tượng con rồng Nhật Bản biểu trưng cho sức mạnh của đại dương có miệng lớn và có thể biến thành hình dạng con người. Ryujin sống ở cung điện Ryūgū-jō dưới biển khơi xây bằng san hô đỏ và trắng. Từ đây ông điều khiển thủy triều bằng hai viên ngọc Kanju (‘’can châu’’) và Manju. Rùa biển, cá và sứa thường được vẽ làm nô bộc của Ryujin.

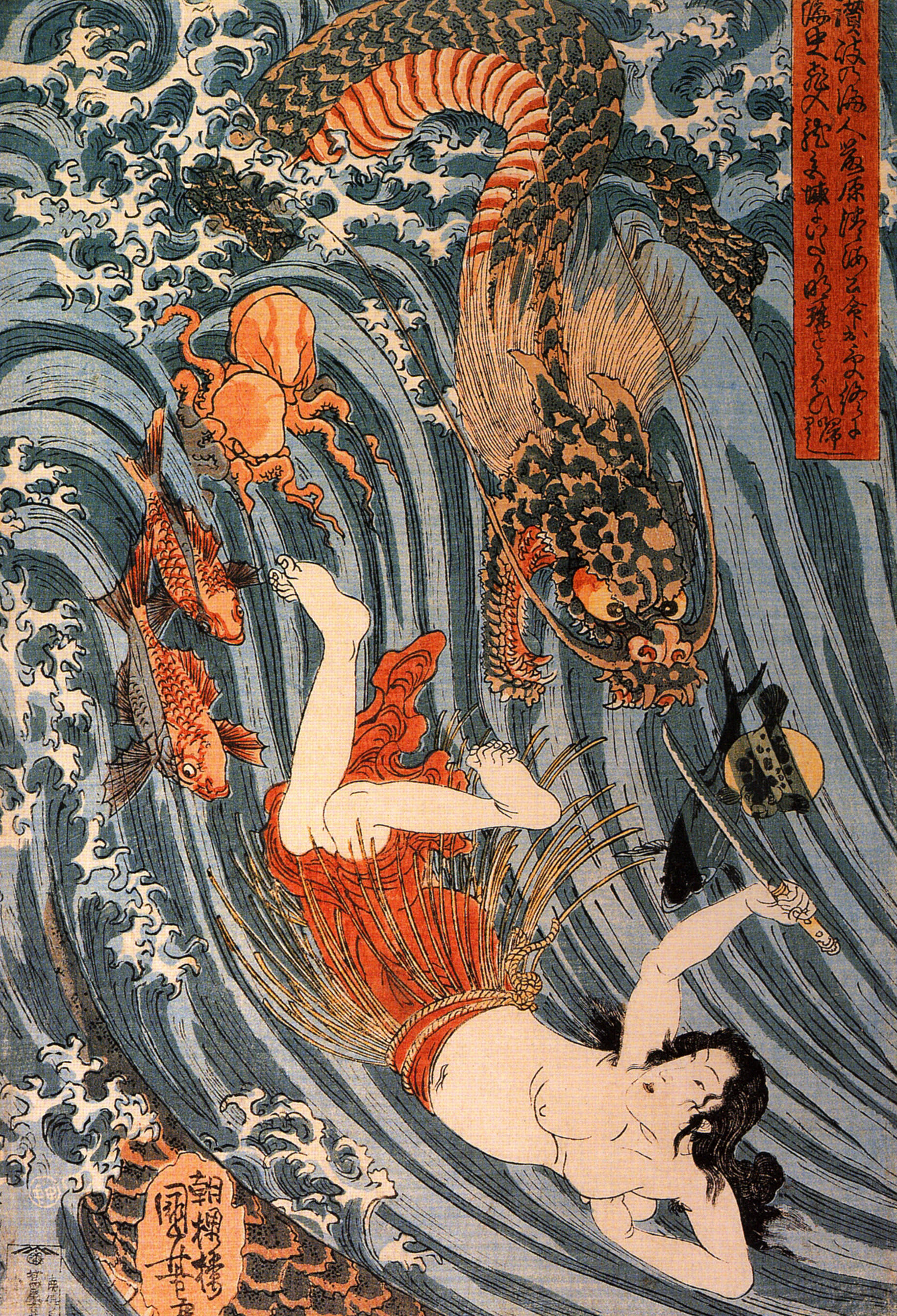
Công chúa Tamatori ăn trộm viên ngọc của Ryūjin, Utagawa Kuniyoshi.

Ryūjin là cha của nữ thần xinh đẹp Otohime, vợ của hoàng tử thợ săn Hoori. Thiên hoàng đầu tiên của nước Nhật, Jimmu, được cho là cháu nội của Otohime và Hoori. Do đó, Ryujin được coi là một trong các tổ tiên của các Thiên hoàng Nhật Bản.

## Truyền thuyết khác
Theo truyền thuyết, Hoàng hậu Jingu tấn công được Triều Tiên là nhờ có hai viên ngọc của Ryujin. Khi giáp chiến với hải quân Triều tiên, Jing ném viên Kanju xuống biển làm nước rút đi. Hạm đội Triều Tiên bị mắc cạn và lính tráng trèo ra khỏi thuyền. Khi ấy Jingu mới ném viên Manju xuống làm nước dâng lên nhấn chìm lính Triều Tiên. Hàng năm lễ hội Gion Matsuri, tại đềnYasaka được tổ chức để tưởng nhớ huyền thoại này.
Một truyền thuyết khác có liên quan đến Ryujin là câu chuyện con sứa mất xương. Truyện kể rằng, Ryujin muốn ăn gan khỉ (theo một số dị bản là để chữa chứng phát ban) nên cử sứa đi tìm khỉ. Khỉ thoát được nhờ nói với sứa rằng nó đã để gan ở một chiếc bình vại trong rừng, phải để nó đi lấy đã. Sứa quay về bẩm báo với Ryujin làm ông giận tới mức đánh nát tất cả xương của sứa.

## Trong Thần đạo
Ryūjin shinkō (竜神信仰 "Long Thần tín ngưỡng") là một nhánh Thần đạo thờ rồng làm thần nước. Nó có liên quan tới các lễ nghi nông nghiệp, cầu mưa và ngư dân được mùa.

## Link có liên quan
- Ryūjin Lưu trữ ngày 6 tháng 3 năm 2016 tại Wayback Machine, Encyclopedia Mythica
- Ryūjin shinkō, Bách khoa toàn thư về Shinto